# Хуритський клинопис
Хуритський клинопис (хурритський) — письмо яке використовувалось для передачі хуритської мови.

## Короткий опис
Хурити використовували для запису своїх текстів аккадський клинопис. Через велику територіальну розкиданість (від столиці хетів  Хаттусилісом до південної Месопотамії) в різний час і в різних місцях хурритські тексти записувалися різними орфографічними системами: староаккадською, вавилонською, хурито-хетською, мітаннійською.
У зв'язку з використанням великої кількості шумерських логограм досі невідоме звучання багатьох хуритських слів, тексти інтерпретуються не однозначно.
Незначне число текстів з Угариту записані  угаритським квазіалфавітним клинописом, який складався з 3 особливих  графем для вираження а, i, u та 27 знаків, що позначають приголосний + будь голосний або нуль голосного. З них в хуритських текстах були невикористані тільки 4 знаки для  семітських фонем, не відомих хуритам.
Подібно до того, як в Угариті для написання хуритських текстів застосовувалося місцеве письмо, так і на  Кіпрі, мабуть, хуритські поселенці могли використовувати Кіпро-мінойське письмо, якщо є вірним припущення, висунуте  Е. Массоном про те, що за написаними однією з різновидів Кіпр-мінойського складового письма текстами з Енком (о. Кіпр, XIII в. до н. е.) ховається хуритська мова. Аналогічне припущення висловлював радянський дослідник В. М. Сергєєв. З критикою гіпотез про хуритську мову Кіпр-мінойських написів виступив  А. А. Молчанов.